# 五十嵐廣行
五十嵐 廣行（いがらし ひろゆき、藝名：HIRO、1969年6月1日—）是日本的藝人、實業家。曾在ZOO、J Soul Brothers活動，是EXILE的隊長兼表演者。所屬事務所是LDH的代表總裁社長。妻子是女演員上戶彩。
廣島縣出生，神奈川縣横濱市成長。身高174cm。

## 生平
15歳的時候從舞廳開始踏入舞蹈之路。橫濱市立金澤高等學校出身。現任艾迴唱片公司社長的松浦勝人是高中的學長，據說HIRO常去松浦當店長的租售唱片店租唱片、高中文化祭的時候擔任DJ等。高中畢業後，1989年因電視節目「DADA」的舞蹈競賽參加「LMD」。結果HIRO獲得第二名而被觀看競賽的探員找上、1990年退出LMD加入ZOO以單曲「Careless Dance」出道，一口氣登上前往明星界之路。
ZOO解散後的1996年包含女性主唱與HIRO在內的兩名舞者組成團體「LUV DELUXE」，但不久後即解散。於1995、1996年以背後舞者身分參加了美夢成真的巡迴演唱會。另外、曾被美國團體New Edition的貝爾・畢伯・迪沃和鮑比‧布朗（Bobby Brown）認同其舞蹈而為其跳舞過。當時與HIRO被一同表演的新版本合唱團的鮑比‧布朗說「日本有很多有趣的傢伙」是契機。給他以J Soul Brothers身分出道機會的是松浦勝人，也以打工為名義，讓他擔任從艾迴唱片出道前的新人們的授課。HIRO曾說過「松浦先生是我人生的恩人」。
到了成立公司的時候，因「在ZOO的時候有過好幾種可能性。可是我連發揮都沒辦法辦到。或許對社會貢獻了更多吧。真的覺得悲慘且不甘心、我想再一次站上武道館。用「Your eyes only〜我曖昧的輪廓〜」這首歌以EXILE的身分第一次上電視的時候，第一次覺得在電視上演出是這麼快樂的一件事情。那也是因為我們一步一步往上爬、好不容易到達這種成就的關係。我們不能忘記這種心情，現在將自己的夢想一一實現的機會到來了。現在就來成立個公司吧」而下定決心、2002年10月17日，成員6人每人出資50萬，成立了有限公司EXILE ENTERTAIMANT。建議HIRO成立公司的是現任艾迴唱片公司的社長松浦勝人。
2005年1月25日出版自己寫的「B-BOY上班族」。7月時發行記載自身經歷的DVD『HIRO ZOO→JSB→EXILE』。
2012年9月14日、與女演員上戸彩註冊結婚。
2013年4月3日，發表了年內作為EXILE的表演者引退，從翌年開始仍隸屬於團隊並專注於監製業的消息。同年12月31日，第64回NHK紅白歌合戰成為了他作為EXILE的表演者的最後舞台。
2017年1月1日起LDH 將會改革組織，屆時將會退任社長職位，於將會成立主要負責創作及製作的「LDH WORLD」擔任創意領袖一職。

## 人物
- 1990年代似乎是相當嚴重的煙癮者，不過在J Soul Brothers時代的舞蹈練習中感覺到「啊、再不戒菸搞不好我會死掉」，後來就戒掉了。
- 表演者時期最低體脂肪率達3%。

## 参加團體
- ZOO（1989年 - 1995年12月25日）
- LUV DELUXE（1996年 - 1997年）
- J Soul Brothers（1999年 - 2001年8月24日）之後，擔任第二代・第三代的製作。
- EXILE（2001年8月24日 - 現在）
- PKCZ（2014年 - 現在）

## 製作人

### 歌手組合
- EXILE
- THE SECOND from EXILE
- 二代目J Soul Brothers
- 三代目J Soul Brothers from EXILE TRIBE
- GENERATIONS from EXILE TRIBE
- THE RAMPAGE from EXILE TRIBE
- SAMURIZE from EXILE TRIBE
- E-girls
- Dream
- Happiness
- Flower
- Girls²

### 其他
- 電視節目『週刊EXILE』 - 擔當主製作人。
- 動畫『エグザムライ』 - 企劃・原案。
- 舞台『劇團EXILE』（2007年 - ） - 擔當製作人。
- 雜誌『月刊EXILE』（2008年 - ） - 擔當主編。
- 綜合娛樂項目『HiGH&LOW』（2015年） - 負責策劃和製作人[5] 。
- 映画『たたら侍』（2016年） - 擔當製作人[6] 。
- 成為2020年的東京奧林匹克運動會進行指導組織委員會的「文化·教育委員會」成員[7] 。

## 作品

### 書籍
- Bボーイサラリーマン（2005年、幻冬舎）ISBN 978-4344007321
- ビビリ（2014年、幻冬舎）ISBN 978-4344025905

其他
- エグザムライ戦国：漫画（2009年 - 2011年、企劃・原案）
- エグザムライ戦国G：漫画（2011年 - 2013年 、企劃・原案）

### 影像作品
- ZOO→JSB→EXILE（2005年）

### 作曲
●our style／EXILE
┗ M-1「J Soul Brothers」（作曲・編曲：HIRO＆KIRA）
┗ M-9「MAX TRIBE」（作曲・編曲：HIRO＆KIRA）
┗ M-16「SILVER COCKPIT」（作曲・編曲：HIRO＆KIRA）
●Styles Of Beyond／EXILE
┗ M-2「ESCAPE」（作曲・編曲：HIRO×(Kira+Okayan)）
┗ M-15「S・O・B」（作曲・編曲：HIRO×(Kira+Okayan)）
●EXILE ENTERTAINMENT／EXILE
┗ M-1「EXILE COME」（作曲・編曲：HIRO＆kira）
┗ M-15「ROAD-RUNNER」（作曲・編曲：HIRO＆kira）
●PERFECT BEST／EXILE
DISC2 / SELECT BEST
┗ M-2「ESCAPE」（作曲・編曲：HIRO×(Kira+Okayan)）

## 演出
與EXILE相關的演出請參考EXILE#演出

### 電視節目
- 新・東京百景（TOKYO MX、2005年 - 2008年)

### CM
- 明治「Fran」（2009年9月 - ）
- 讀賣新聞「リアルのチカラ」（2010年1月）
- TOYOTA「WISH」（2010年6月 ‐ ）
- AC「日本の力を、信じてる。」（2011年4月）
- 富士通「ARROWS」（2011年9月 - ）
- 富士通「FMV」（2012年7月 - ）
- 三得利『SUNTORY The MALT’S』（2015年9月 - ）[8]。

### 廣播
- OH! MY RADIO（J-WAVE、2001年10月 - 2005年9月）

## 獲獎歷
- 文化廳長官表彰（2015年）[9]

## 備註
1. 1 2  . 朝日新聞. 2010年4月9日15面  [2012年11月9日]. （原始内容存档于2018年2月4日）. 、. 中国新聞. 2012年9月15日30面  [2012年11月9日]. （原始内容存档于2012年10月20日）. 、広島公演で広島生まれと話す（2009年5月23・24日、広島グリーンアリーナ）、ただしHIRO著の「Bボーイサラリーマン」では神奈川県生まれとなっている。
2. ↑  .   [2016-01-02]. （原始内容存档于2013-01-22）.
3. ↑  . サンスポ. 2016-10-24  [2016-11-09]. （原始内容存档于2019-04-14）.
4. ↑  目指せディズニー!「LDH」が海外進出 で、組織改編へ HIROは社長退任 （页面存档备份，存于） - デイリースポーツ・2016年10月24日
5. ↑  . 音楽ナタリー. 2015-08-11  [2015-08-11]. （原始内容存档于2015-08-11）.
6. ↑  . スポニチ. 2014-10-29  [2015-08-19]. （原始内容存档于2015-07-23）.
7. ↑  . スポニチ. 2015-03-30  [2015-08-19]. （原始内容存档于2019-06-20）.
8. ↑  . SUNTORY『ザ・モルツ』. 2015-09-03  [2015-09-03]. （原始内容存档于2015-09-11）.
9. ↑  . スポニチアネックス. 2015-11-27  [2015-11-30]. （原始内容存档于2015-11-30）.

## 相關項目
- ZOO
- LUV DELUXE
- J Soul Brothers
- EXILE
- LDH
- PKCZ